# Peter Tschernegg

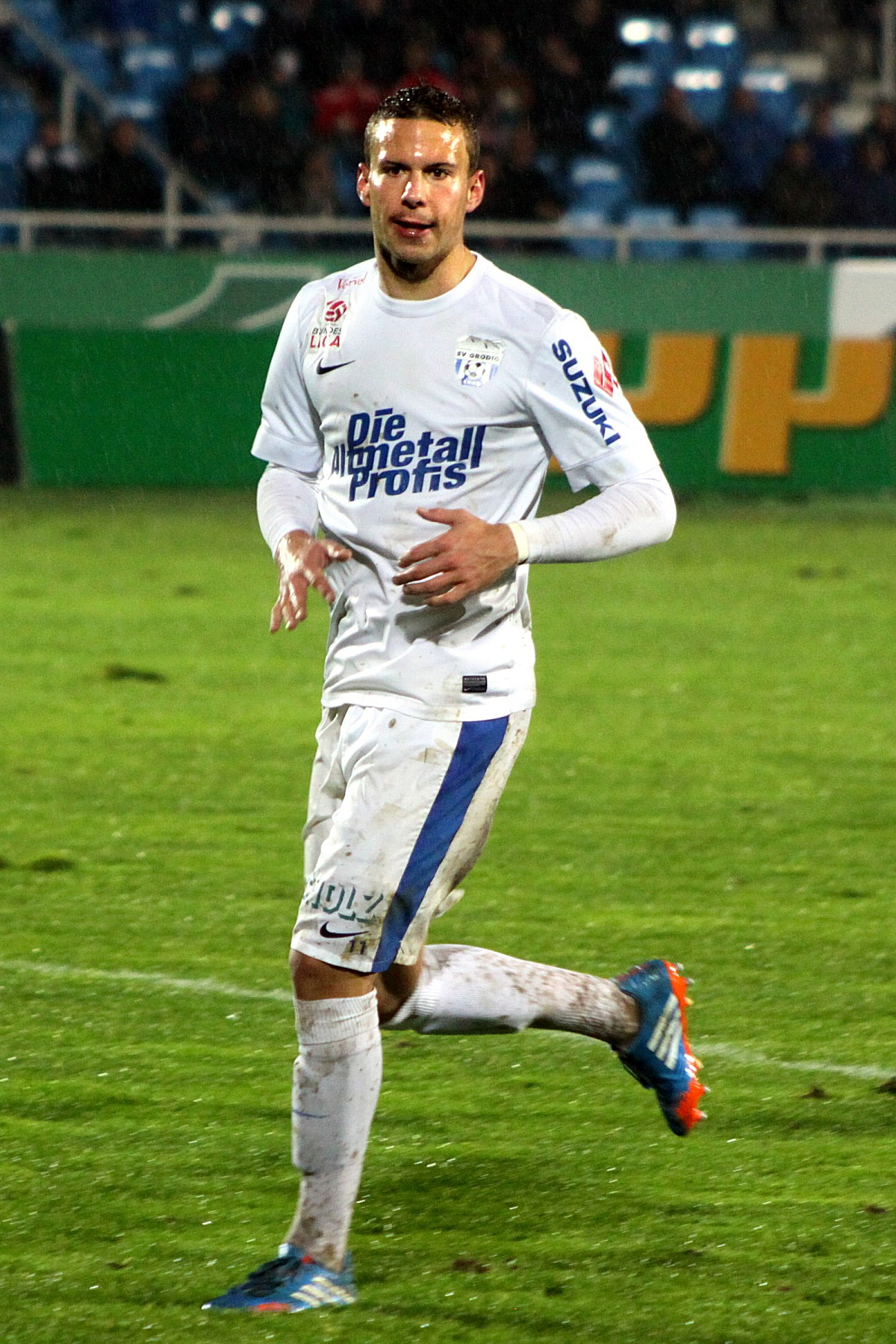
Peter Tschernegg (23 novembre 2013)

Peter Tschernegg (Deutschlandsberg, 23 luglio 1992) è un calciatore austriaco, di ruolo centrocampista, attualmente svincolato.